# Rudolf Zink
Rudolf „Rudi“ Zink (* 1910; † 1983) war ein deutscher Komponist. 
Die damals noch unbekannte Lale Andersen wurde mit Zink 1936 im Kabarett „Simpl“ bekannt; fortan vertonte er zahlreiche Lieder für sie, so u. a. eine frühe Fassung des berühmten Liedes Lili Marleen von Hans Leip, ferner Der Schäfer putzte sich zum Tanz auf die Worte Goethes, außerdem Laß' mich gehn, Liebeslied am Hafen, Es fährt ein Schiff..., Einmal noch nach Bombay (Hans Leip), Der Feldmohn (ebenfalls von Hans Leip), Denn du weißt (ebenfalls Hans Leip), Große Fahrt (ebenfalls Hans Leip), sowie später, als er – nach Kriegsdienst, Überlebensnot und Selbstzweifeln – das Komponieren längst aufgegeben hatte, den „Hippie Song“. 
Er stand zeitlebens im Briefwechsel mit Lale Andersen und Hans Leip. Seine Melodien gelten als chansonhaft, lyrisch und wenig massentauglich.
| Personendaten    | Personendaten          |
| ---------------- | ---------------------- |
| NAME             | Zink, Rudolf           |
| ALTERNATIVNAMEN  | Zink, Rudi (Spitzname) |
| KURZBESCHREIBUNG | deutscher Komponist    |
| GEBURTSDATUM     | 1910                   |
| STERBEDATUM      | 1983                   |